# 森本裕介
森本 裕介（もりもと ゆうすけ、1991年〈平成3年〉12月21日 - ）は、日本のシステムエンジニア、TBS『SASUKE』史上4人目の完全制覇者及び史上2人目の2度の完全制覇者。SASUKE新世代より若い世代の実力者を総称する、自身の名を冠した「森本世代」の中心的人物。SASUKE ASEAN OPEN CUP 2014 個人第2位。愛称は「サスケ君」、「完全制覇のサスケくん」。

## 来歴
幼稚園・小学校の頃からアスレチックが好きで、様々な運動を体験。7歳の時に父親から「お前の好きそうなのがテレビでやってる」と言われて観た『SASUKE』の第3回大会で大人が競技として真剣に挑む姿に衝撃を受け、当時は出場を目指しておらず、SASUKEオールスターズを真似して憧れを抱くのみであったが、2006年秋の第17回大会で長野誠が完全制覇した瞬間をリアルタイムで観て出場を熱望。それまで公園やアスレチック施設などで番組の真似事をしていただけの生活が一転して、自宅の敷地に本番用の練習セットを自作して、練習に打ち込み始めた。
高知中学校・高等学校では部活動に入らず、授業が終わるなりすぐに帰宅して、SASUKEのトレーニングを続けてきた。中学生の時には山田勝己に会うために、山田の自宅がある兵庫県まで出向いたことがあった。
2007年春の第18回大会に、中学3年生(当時15歳)で初出場を果たす。初出場から出場した4大会は、連続で1stステージリタイアに終わり、一時は出場権を得られない時期も続いたが、それでも練習を続け、2011年の第27回大会で、初めて1stステージをクリア。
2013年、高知大学理学部4年生のときに『SASUKE RISING 2013』で、初めて最優秀成績者に輝き、地元新聞ではその活躍ぶりが一面で飾られた。同年『SASUKE ASEAN OPEN CUP』の日本代表に選出された。2014年、高知大学を卒業後、同大学大学院に進学。
2015年、大学院生として就職活動中に出場した第31回大会で、史上4人目の完全制覇を達成。
2016年に制御機器メーカーIDEC株式会社に入社し、就職を機に高知から大阪に移住。この年の大会は社会人1年目で「最初の1年はきちんと仕事を覚えるため」に欠場した。
2019年には、元々『SASUKE』の本を出版したいと熱望しており、「サスケくんのSASUKE勝利学」と題したweb上でのコラムの連載がスタートした。
2020年7月11日、自身のYouTubeチャンネルを開設。
同年12月29日放送の『SASUKE2020』で史上2人目の2度目の完全制覇を達成。放送直後にはYouTubeの生配信を行った。
2024年、第1回『SASUKEワールドカップ』の日本代表選手に内定し、チームJAPAN REDのキャプテンを務め、チームを総合優勝に導いた。

## 人物
- 高知大学理学部応用理学科情報科学コースを卒業後、同大学大学院総合人間自然科学研究科（修士課程）理学専攻応用理学コース（情報科学分野）を修了[10]。大学院での専門はLSI（半導体大規模集積回路）[11]。

- 大学時代はクライミング部に所属し部長・キャプテンを務め、アルバイト先だったクライミングジムの常連からは「サスケ君」のニックネームがつけられた。クライミングでは国体出場の経験を持つ。

- 第31回の完全制覇で獲得した賞金200万円の使い道は、トレーニング遠征の交通費に充てた[動画 1]。
- 『SASUKE』での活躍が光って、IDECでは入社6年で特別功労賞を3回受賞した[動画 2]。

- 少年時代は球技が苦手であり、体育では教科の中で唯一苦手だったと言うほどであった。瞬発力が求められる動きも苦手で短距離走は遅かったが、アスレチックが好きで持久走は得意だった。現在も球技は苦手で又地諒のX（旧Twitter）や漆原のYouTubeでその様子をあげられており、自身について「SASUKEがなければただの運動音痴ですね」と語る[12]。

- 中学以降、周囲ではAKB48などが話題を博していた最中で、SASUKEオールスターズを追いかけていたため、アイドルやお笑いについての造詣が無く、霜降り明星が『SASUKE』に初出場するまでは、存在自体知らなかった[動画 2]。

- ステージクリア後には笑顔でピースをすることが多い。

- 高知に住む祖父は『SASUKE』の大ファンで、過去の大会全てをDVDにダビングし何度も視聴している。

- 『SASUKE』に対して熱を入れる一方で、入社直後の研修中は大会を欠場するなど公私は徹底分離しており、「仕事中はSASUKEのサの字も考えていません」と語っている[13]。
- エースナンバーともいうべきゼッケン100番の着用は11回経験しており、長野誠の15回に次ぐ歴代2位。しかし連続での着用記録では第33回以降連続10大会（第40回の4000番含む）を記録しており長野の6回連続（第19～24回）を大きく上回る圧倒的な歴代1位。また100番での完全制覇（第38回）を達成したのも唯一。その反面、他の100番経験者は準エース級ナンバーにあたる99番や98番をはじめとした90番台の着用機会も非常に多いのだが、その点森本は第18回と第31回で91番が2回あったのみ[14]で90番台とは縁遠い。
- オールスター感謝祭の赤坂ミニマラソンで優勝経験がある。インタビューで「SASUKEの練習と並行して坂の走り込みをしてきた」と語った。

## エピソード
父親が野球好きで、森本にも野球をやらせたかったが、バットを振らせてもキャッチボールをやっても興味を持たずだったが、公園に連れて行くと遊具で遊んでいたため、野球を勧めるのを諦めた。
今の『SASUKE』は収録を2日間に分けて行われるが、第31回の収録前日の天気予報では、FINALに挑戦することになる2日目は雨予報だったが、その日の朝を迎えると晴天に変わったため、「これは今回行かないといけないんじゃないかって。いろいろなものが味方してくれているぞ」と思ったという。
第31回大会で完全制覇という最大の目標を達成したことで、一時は「これから何を目指せばいいのか」と燃え尽きたような感覚を抱いていた時期もあったが、就職先の研修により欠場した第32回の『SASUKE』を観て、すぐに子どもの頃と同じ気持ちに戻ることができたという。
2018年12月、第36回大会の収録で唯一3rd STAGEをクリア。大晦日に横浜赤レンガ倉庫でのFINALの挑戦が決まった翌週に現地へ足を運び、当日の御手洗いの場所・周囲の店舗状況の把握などを行い、終いには本番当日に宿泊予定のホテルに泊まり、競技以外での当日の動きをシミュレーションしていた。
過去に長野県・やぶはら高原こだまの森のうんていで425mの記録を出し、この記録は2021年に岩崎真也によって塗り替えられるまで、10年以上の長きにわたって日本記録であった。また、記録を塗り替えた岩崎は、森本の推薦枠によって2022年の第40回のオーディション出場権を獲得し、オーディション合格者2人のうちの1人として、同回で初出場を果たしている。
『SASUKE』の国際大会で初めてマレーシアに行った際、初めての海外戦で舞い上がってしまったことで体調の変化に気づきにくくなり、次第に体調が悪くなって医者に診てもらったところ、熱中症と診断されたことがある。
YouTuberとして活動しているトカチョフ・サワは会社の元同僚で、互いにYouTubeチャンネルで何度か共演したことがある。また、森本が2度目の完全制覇を成し遂げた後のライブ配信でサワがゲストとして電話越しで出演している。

## SASUKEでの戦歴

### 大会ごとの戦歴

#### 第18回大会～第20回大会
当時中学3年生（同大会最年少）。ゼッケン争奪マラソンで91番を獲得して出場。1stステージの新エリア・ジャンピングスパイダーでジャンプの高さが足りずに落下しリタイア。同大会に森本が着ていた白のTシャツに書かれていた文字「修行中」は以降、1stを初めてクリアする第27回大会までの森本のキャッチコピーのようなものになった。なお放送時は「森本祐介」と誤表記で紹介されていた。
第19回では高校1年生となり「まだ修行中」と書かれた黒のTシャツを着て挑戦。前回リタイアしたジャンピングスパイダー対策を積んで挑み、ポールメイズで50秒近くのタイムロスを強いられたものの、ジャンピングスパイダーでは前回より難易度が上がった仕様を攻略。しかし、続く新エリアのハーフパイプアタックで2歩目の足が滑り、ロープを掴めず落下。落下後のインタビューでは「前回よりは、先へ進んだんですけど。まだまだ先輩方についていくには、練習が足りないと思います」と語った（ゼッケン71）。
第20回は出場の為の応募を行っていたものの、本番直前の練習中に足を骨折して欠場。

#### 第21回大会～第27回大会
第21回では1年ぶりに出場。前回出場時に苦戦したポールメイズを素早く攻略するも、前回出場時はクリアした1stのジャンピングスパイダーでトランポリンジャンプに失敗し飛距離が足りず開脚して張り付こうとするも張り付けず、安全マットに落下すると同時に足が着水する形でリタイア（ゼッケン52、全カット）。第22回ではリタイア経験のあるジャンピングスパイダー・ハーフパイプアタックをクリアし、1分ほど残す快調なペースで進むもそり立つ壁でタイムアップ（ゼッケン27、全カット）。
第23回から第26回までは応募は続けていたものの、出場資格が得られなかったという。
第27回ではうんてい日本記録保持者の肩書きを引っさげて2年半ぶりに出場。出場資格が得られなかった第23回から第26回ではがむしゃらに鍛えることからセット練をすることに変更。その事が功を奏し自身初の1stステージクリアを達成。初挑戦の2ndステージではメタルスピンで掴み損ね、リタイアとなった（ゼッケン84、ダイジェスト）。

#### 第28回大会～第30回大会
第28回は欠場。
第29回はSASUKE開催前に行われた予選会を7位で勝ち上がり、2年ぶりの出場。同大会では1stステージを9.69秒残しでクリア。続く2ndステージでは、前回登場した新エリアのバックストリームの水流が倍になり、制限時間が45秒減少したステージに、自身の前に挑戦した10名全員がリタイアという絶望的な状況の中、パッシングウォールの3枚目の壁に潰されながら、残り0.81秒残しのギリギリクリア。初の3rdステージでは、1人の成功者もいなかったクレイジークリフハンガーに初挑戦・初のクリア者となる。その後のカーテンクリング、バーティカルリミットも初挑戦でクリアし、最終エリアのパイプスライダーの着地点まで進むも身体の振りのコツを掴めず、後退するパイプに苦戦。意を決して飛びつくもゴールのステージにしがみつくことができず落下（ゼッケン79）。しかし今大会の最優秀成績者となり、SASUKE ASEAN OPEN CUP 2013（後に2014に変更）の日本代表に選ばれた。21歳での単独最優秀成績は最年少記録タイである。
第30回記念大会では前回の成績とASEAN OPEN CUP 2014の功績が認められ、ゼッケン3000番をつけての挑戦。1stを11.16秒残しで難なくクリアするも、2ndではプレッシャーからか全体的に慎重に攻める作戦が仇となり、復活エリアのウォールリフティングの3枚目の壁で挟まれてタイムアップ。前回大会の2nd最終エリアはパッシングウォールだったのが今回はウォールリフティングに戻ったため、同エリアが苦手な森本にとっては大幅なタイムロスとなった。リタイア後のインタビューでは「SASUKEは大好きです。」と変わらぬ思いを語った。

#### 第31回大会
第31回は就職活動中の合間を縫っての出場。初出場時と同じゼッケン91番をつけての挑戦で、スタート前には「初心に戻って楽しくやりたいです」と語った。1stでは新エリアのタックル登場により小柄な森本は不安視されていたが、難なくクリア。2ndでは、前回苦汁を飲まされた後半エリアを重点的に対策した成果で、19.41秒残しと初の最速タイムで突破。迎えた3rdでは「祖父に対して完全制覇を見せたい」という思いを告白。新エリアサイドワインダー・Rで挑戦者の中で1番時間を使うも、今大会も最難関クレイジークリフハンガーをあっさりと突破。バーティカルリミット改で苦しそうな表情を見せる局面こそあったものの乗り越え、前々回リタイアしたパイプスライダーを克服して、自身初のFINALステージ進出を果たす。前回ファイナリストの又地諒のアドバイスをもとに最初のスパイダークライムを驚異的な速さで上り、綱登りでもスピードを落とすことなく2.59秒残しで史上4人目の完全制覇を成し遂げる。ゴール後のインタビューでは「おじいちゃんに完全制覇したところを見せられてよかったです」と語った。制覇後、すぐさま家族の元へ行き「これ(完全制覇)だけはやっておきたかったから、もう何も…」と感無量の面持ちで話した。番組中では最後まで笑顔のままだった森本だが、制覇後に又地諒を見た途端に涙を流したという。史上6人目となる2度目の最優秀成績者となる（ゼッケン91）。初出場から8年目の快挙であり、これは完全制覇者4人の中で最長である。

#### 第32回大会～第37回大会
2016年春にIDEC株式会社にソフトエンジニアとして就職。第32回の収録を行った5月は研修中だったため欠場。
2大会ぶり、自身の完全制覇後初の出場となった第33回では、第30回記念大会以来2度目のゼッケン100番をつけての挑戦。出場に先駆けては前回出場した選手の映像を分析して研究を重ねた。1stではタイファイター前の足場で転倒したり、新エリアのフィッシュボーンではあわや着水のところで踏ん張るなど終始危ないシーンがあったが、その後は立て直して1stを突破。クリア後に思わず「危なかった⋯」と呟いた。続く2ndでは16.51秒を残す最速タイムでクリア。3rdまで進出するも初挑戦のフライングバーでリタイア（ゼッケン100）。
第34回は、前回のフィッシュボーンでの反省から、4個のビニールひもを足場に見立て渡り方の研究を行い対策。ランバージャッククライムを圧倒的なスピードで登り切り、1st、2nd共に危なげなくクリアし3rdへ進出。前回リタイアしたフライングバーをクリアし、自身初挑戦となるウルトラクレイジークリフハンガーもクリア。その後には片手にして休憩するという衝撃的な事があったがしかしバーティカルリミット改では突入直後の1本目の中盤に差し掛かったところで握力が限界を迎え脱落。史上4人目の3度目の最優秀成績者となる（ゼッケン100）。競技後のインタビューでは「（バーティカルリミット改は）ウルトラクレイジークリフハンガーの10倍くらい難しいと思います」とコメントを残した。ゼッケン100番で最優秀成績を収めたのは山田勝己、長野誠に次いで史上3人目となる。
第35回は、前回と同様ゼッケン100番として出場。前回大会のパーティカルリミット改でのリタイアから3rdステージを絶対にクリアするために3rdの練習に励んだ。1stでは、新エリアにして今大会の鬼門であるドラゴングライダーも綺麗に突破。攻略直後にガッツポーズをする場面も見られた。直後のタックルでは疲労が溜まるも、そり立つ壁をギリギリで1発攻略し8人目のクリア者に。2ndではスパイダードロップを手を使わずに突破しクリア。続く3rdでは新エリアのプラネットブリッジを危なげなくクリアすると、続くウルトラクレイジークリフハンガーも貫禄を感じるクリア。前回リタイアを喫し、リベンジに向けて20kgの重りを背負って特訓を重ねたバーティカルリミットは60cmの移行で苦悶の絶叫をあげながら、3rdに進出した5人中唯一の攻略者となった。最後のパイプスライダーもクリアし、3大会ぶりにFINALへ進出。FINALではスパイダークライムを驚異的な速さで登ったが、続くサーモンラダー15段の終盤で失速。綱登りまで到達するも残り4m程でタイムアップ。4度目の最優秀成績者となる（ゼッケン100）。ゼッケン100番でFINALステージに進出したのは大森晃、長野誠に次いで史上3人目。
第36回もゼッケン100番で出場。1st、2ndを難なくクリアし5大会連続の3rd進出。10人中4人が挑み、1人のクリア者も出なかったバーティカルリミットを鬼の形相を見せながら、前回同様ただ一人攻略。パイプスライダーも安定したジャンプで攻略し、2大会連続のファイナリストとなる。今大会は、FINALは横浜赤レンガ倉庫で生放送となった。スパイダークライム、サーモンラダー15段を前回よりも速く登ったが、綱が風に煽られ影響で上手く掴めずに約3秒ほどタイムロス。これが痛手となり、最後はボタンまで残り約50cmのところでタイムアップ。5度目の最優秀成績者となる（ゼッケン100）。3大会連続の最優秀成績は第11-13回の長野誠以来史上2人目。ゼッケン100番で3大会連続の最優秀成績を収めたのは史上初。
第37回は5大会連続となるゼッケン100番で出場。今大会は濃霧の影響で後半ゼッケンの選手の挑戦がかなり遅れてしまい、100番の森本が挑戦する頃には深夜帯となっていた。1stをタックルまで安定したパフォーマンスを見せるも、寒さや疲労の影響でそり立つ壁を登れず、3度目の失敗と同時にタイムアップ。第27回大会で1stをクリアして以降、そり立つ壁で1度も屈せず登れていた中で、実に10年ぶりとなる1stリタイアを喫した。これにより1stステージの連続クリア記録が8でストップした。尚、1stステージ8大会連続クリアの記録は佐藤惇、日置将士に次いで3位タイである。なお、本大会でのリタイアの理由として「壁を登っている時に手を伸ばすのが早い」と分析していた。タックルに到達した時点で誰もが森本のクリアを確信し安堵していた中、そり立つ壁でまさかのリタイアとなってしまい、悲鳴が上がるどころか会場が沈黙になるほどの衝撃のリタイアであった。

#### 第38回大会
第38回は前回の反省を踏まえ、タックル対策でタイヤ押しなどの下半身強化を行って挑んだ。1stではフィッシュボーンの4歩目辺りでバランスを崩すシーンがあったがクリアし、そり立つ壁相手にリベンジを果たす。2ndではローリングログからサーモンラダーへの移行で這って進んで確実にサーモンラダーへ進む対策を取った。その後は快調なペースでエリアを攻略し10秒以上残して危なげなく突破。3rdではクリフハンガーディメンションを初体験で突破し、3rdに進出した5人中唯一の成功者となった。続くバーティカルリミットでは60cmの段差を慎重に進み、苦しい表情一つ見せずに攻略。最終エリアのパイプスライダーでは、前回大会で漆原裕治が脱線によるリタイアを喫したことと雨による滑りに注意し、慎重にバーをスライドさせることに。ゴール地点の足場がさらに遠くなり中々跳躍できずにいたものの、綺麗に跳躍を決めて自身4度目、第6期以降3度目のFINAL進出を決めた。大雨の中での挑戦となったが、サーモンラダー15段の10段目でバーが外れながらも、2秒52を残して7大会ぶりの完全制覇を成し遂げ、令和初及び史上2人目の2度の完全制覇者。同時に通算6度目の最優秀成績者、史上初のゼッケン100番の完全制覇者となった。ゴール直後のインタビューでは「ここに登って、最初に浮かんだのがお世話になった人の顔なんですよ。昔は自分の事しか考えなかった僕だったんですが、前に来た時よりは成長できたかなと思います」と語った。SASUKEオールスターズと仲間達に胴上げで3rdの池に長野と共に投げられ、改めて完全制覇の祝福を受けた。

#### 第39回大会～第42回大会
第39回もゼッケン100番で登場。1stでは前回大会のFINAL同様、降雨の中での挑戦となった。ローリングヒルやタックル等の道中エリアに苦戦。2連そり立つ壁に到達したが、雨で滑りやすくなった2つ目の壁を登れずにタイムアップ。2大会ぶりの1stリタイアを喫した。
第40回はゼッケン4000番で登場。収録当日の朝に運転してきた車が、駐車スペースの泥沼に浸かって動かなくなるハプニングに見舞われた。今回は前人未到のV3に向けて練習の8割をFINALに割いた。1stは安定したパフォーマンスで攻略し、第30回以来の警告音を鳴らさずに14.28秒残しでクリア。前回より5秒減った2ndでは前回よりも早めのペースで2ndを攻略し、梶原颯に次ぐ13.41秒残しでクリア。(第27回以来2ndはダイジェスト) 3rdはリニューアル後初の挑戦となり、練習量が非常に少なかったと語っていた。リニューアルされたサイドワインダーは少し時間をかけながらも無事に攻略。初挑戦のスイングエッジでは2回目の振りで足場に足が触れる、顎に柵が当たるなどのアクシデントがありながらもクリア。自身2度目の挑戦となるクリフディメンションは左右動の飛び移りでタイミングが遅れつつもクリア。バーティカルリミットでは腕の疲労が溜まっていることから慎重に攻略。最終エリアのパイプスライダーでは唯一パイプが後退することなく跳躍を決め、第7期で3人目、最多タイとなる自身5度目のFINAL進出を果たした。史上初の3つ目の形態のFINAL STAGE挑戦者となり、また記念大会における最終競技者のFINAL進出も初。FINALは前回のFINAL同様雨が降る中での挑戦となった。スピードクライミングを10秒ほどで攻略し、サーモンラダーを快調なペースで登り初めて掛け違いを起こすことなく攻略したが森本曰く綱登りの後半で失速し、ボタンに手をかける直前でタイムアップとなった。なおサーモンラダー以降はタイムの経過から見ると、完全制覇した第38回とほぼ同じペースで登っている。失速した綱登りの後半に関して本人は「ブザーが鳴って上を見てしまったのと、見たら上まで思った以上に残っていて焦ってしまった」と語っている。3度目の完全制覇には至らなかったものの、自身7度目の最優秀成績者となった。
第41回大会もゼッケン100番で登場し、前回大会逃した3度目の完全制覇を目指して挑戦した。1stは12.90秒残し、2ndは14.94秒残しで磐石のクリア。最終競技者として挑んだ3rdは今回もクリフディメンションをクリアし、クリフハンガー系列エリア無敗記録を更新した。続く新エリアのバーティカルリミット.BURSTについて挑戦前は「結構いい勝負になると思う」と少なからず自信を見せており、1つ目のイエローゾーンの回転では挑戦者の中で大きく揺れながらもクリアしたが、2つ目の突起移行時の回転により左手が6枚目に移行する直前に右手が外れ落水。第34回大会以来6年ぶりの3rdリタイア及び落水となった。しかし自身8度目の最優秀成績者となり、長野誠に並ぶ最多記録となった。
第42回は、同年2月に家族と常連選手、一部の関係者以外には知らせずに、妻の姉の知り合いの紹介で同い年の女性と極秘結婚をしていたことが1stステージの挑戦時に杉山真也の実況によって明らかにされた。10大会連続の100番を背負っての出場だが、収録2日前に39度の発熱を起こしてしまう。収録先に移動後も熱が下がらず、収録前日もホテルで1日療養していたためスタミナが激減した状態での挑戦だった。収録当日にもゼッケン60番より前の収録には参加せず、療養に専念していた。しかし、体調は完全には回復しておらず、全ステージを通じて、常に微熱がある状態での挑戦を強いられた。それでも1st・2nd共に10秒以上残して盤石のクリア。3rdではクリフディメンションにて体調を崩した影響で体内時計が狂ってしまい、3本目が森本が普段掴む位置よりかなり遠い位置にある状態で飛んでしまったが、なんとかクリアし、クリフハンガー系列エリア無敗を継続。3度目のリベンジを狙うバーティカルリミット.BURSTでは、高熱の影響でスタミナが激減したこととクリフディメンションでの腕へのダメージが影響し、今回もイエローゾーンの2つめの回転で左手が外れリタイア。3rdに進出した大会では33回大会以来7年9ヶ月ぶりに最優秀成績を他の選手に譲る形となった。なお、バーティカルリミット.BURSTでは38cmの移行の時点で腕がパンプしており、終始手が思うように開閉できなかったと森本は話している。
なお、ワールドカップを含めたこれまでの出場回でFINALを除き、同エリアで連敗を喫したことは.BURSTが初めてとなる。
SASUKEワールドカップ
JAPAN REDのキャプテンを務めた。1stステージでは第5ヒートで登場。すでに2ndステージ進出が確定している状況での挑戦となったが、安定したパフォーマンスを見せオーストラリア代表のザック・ストルツに次ぐヒート2位・全体6位のタイム86.98秒を記録した。3rdステージでは110pt、つまりバーティカルリミット.BURSTの第1イエローゾーンを超えなければ決勝進出不可能となってしまう、1stステージとは真逆の状況で登場。休憩地点からスイングエッジに移行する際に危ない場面こそあったものの、抜群の安定感を見せクリフディメンションまで突破。バーティカルリミット.BURSTとのリベンジに挑むが、第41回大会同様第2イエローゾーンの回転により左手を掴み損ね落水。これに関して「練習してきたものと全然違っていて、練習でやってきた動き方が通用しなかった」と振り返っていた。しかしチームは森本の活躍によって決勝進出を決めた。FINALステージでは45秒よりは確実に勝利することを重視したため第40回大会ほどのスピードは出さなかったものの、先攻のアメリカ代表・ショーン・ブライアンを上回る50.72秒で登り切り、優勝を決めた。

### 大会別成績
| 大会       | ゼッケン | STAGE | 記録                       | 備考                                             |
| ---------- | -------- | ----- | -------------------------- | ------------------------------------------------ |
| 第18回大会 | 91       | 1st   | ジャンピングスパイダー     | 高さが足りず、足を突っ張ることができなかった     |
| 第19回大会 | 71       | 1st   | ハーフパイプアタック       | 2歩目を滑らせた                                  |
| 第21回大会 | 52       | 1st   | ジャンピングスパイダー     | 全カット                                         |
| 第22回大会 | 27       | 1st   | そり立つ壁                 | タイムアップ、全カット                           |
| 第27回大会 | 84       | 2nd   | メタルスピン               | 掴み失敗、ダイジェスト                           |
| 第29回大会 | 79       | 3rd   | パイプスライダー           | 着地失敗、最優秀成績                             |
| 第30回大会 | 3000     | 2nd   | ウォールリフティング       | 3枚目、タイムアップ                              |
| 第31回大会 | 91       | FINAL | 完全制覇 (1)               | 2.59秒残し、最優秀成績                           |
| 第33回大会 | 100      | 3rd   | フライングバー             | 1→2皿目                                          |
| 第34回大会 | 100      | 3rd   | バーティカルリミット改     | 1段目 中盤、最優秀成績                           |
| 第35回大会 | 100      | FINAL | 綱登り                     | 残り4mでタイムアップ、最優秀成績                 |
| 第36回大会 | 100      | FINAL | 綱登り                     | 残り約50cmでタイムアップ、最優秀成績             |
| 第37回大会 | 100      | 1st   | そり立つ壁                 | タイムアップ                                     |
| 第38回大会 | 100      | FINAL | 完全制覇 (2)               | 2.52秒残し、最優秀成績                           |
| 第39回大会 | 100      | 1st   | 2連そり立つ壁              | 2つ目、タイムアップ                              |
| 第40回大会 | 4000     | FINAL | 綱登り                     | ボタンに手をかける直前でタイムアップ、最優秀成績 |
| 第41回大会 | 100      | 3rd   | バーティカルリミット.BURST | 4つ目の突起の回転で落下、最優秀成績タイ          |
| 第42回大会 | 100      | 3rd   | バーティカルリミット.BURST | 4つ目の突起の回転で落下                          |

- ※第18回大会はゼッケン争奪マラソンによってゼッケンが決定

### SASUKEワールドカップ
2024年
| チーム   | 背番号 | ステージ | 出順            | 結果                       | 備考          | ポイント |
| -------- | ------ | -------- | --------------- | -------------------------- | ------------- | -------- |
| 日本 Red | 1      | 1st      | 第5ヒート-1番目 | クリア                     | 86.98秒       | 60pt     |
| 日本 Red | 1      | 2nd      | 不出場          |                            |               |          |
| 日本 Red | 1      | 3rd      | 第4ヒート-3番目 | バーティカルリミット.BURST | 第5→6突起     | 130pt    |
| 日本 Red | 1      | FINAL    | 後攻            | クリア                     | 50.72秒、優勝 |          |

### 通算成績
| 出場数 | 2nd進出 | 3rd進出 | FINAL進出 | 完全制覇 | 最優秀成績 |
| ------ | ------- | ------- | --------- | -------- | ---------- |
| 18回   | 12回    | 10回    | 5回       | 2回      | 8回        |

- 太字は最高成績
- 2024年 第42回大会終了時点

### 最速タイム
| 大会           | STAGE | 制限時間 | 残りタイム | クリア人数 | 備考                |
| -------------- | ----- | -------- | ---------- | ---------- | ------------------- |
| 第31回大会     | 2nd   | 100秒    | 19.41秒    | 8人        |                     |
| 第31回大会     | FINAL | 30秒     | 2.59秒     | 1人        |                     |
| 第33回大会     | 2nd   | 110秒    | 16.51秒    | 5人        |                     |
| 第38回大会     | FINAL | 45秒     | 2.52秒     | 1人        |                     |
| ワールドカップ | FINAL | --       | --         | 2人        | クリアタイム50.72秒 |

### テーマ曲
専用のBGMがテーマソングとして存在する。
| 曲名                             | 出典           | 初使用回 | 備考                                           |
| -------------------------------- | -------------- | -------- | ---------------------------------------------- |
| A Bug's Life Suite               | バグズ・ライフ | 29回     |                                                |
| 剣姫(マスターサムライ)、ふたたび | 百花繚乱       | 31回     | 3rd使用曲 (31回の2nd、39回の1stでも使用された) |

## 世界の大会出場歴
- 2014年に行われた『SASUKE ASEAN OPEN CUP 2014』の日本代表メンバーとして参加。団体戦銀メダルに貢献した。また個人種目においても3rdステージにて第2位に輝いている。
- 2014年、ラスベガスで行われた『American Ninja warriorのUSA vs The World』に日本代表として出場。
- 2015年、ラスベガスで行われた『American Ninja warriorのUSA vs The World』に日本代表として出場。
- 2017年、インドネシアで行われた『SASUKE NINJA WARRIOR INDONESIA』に日本代表として出場。
- 2019年、ドイツで行われた『Ninja Warrior Germany 4 nations Special』に日本代表として出場。
- 2020年1月18日、台湾版『SASUKE』にゼッケン100番で出場。2ndのサーモンラダーで脱線して失格[22]。
- 2024年8月21日に放送された「SASUKE ワールドカップ」にてJAPAN REDのキャプテンとしてゼッケン1番をつけて出場。唯一のクリフディメンションのクリア者となり、ファイナルステージでは50.72秒でクリアし、チームの世界一の原動力となった。

## 本大会以外での出来事
- 2021年12月26日、TBSラジオ『爆笑問題の日曜サンデー』にSASUKE体験会が行われていた赤坂サカスから生出演[23]。
- 同年12月28日、『SASUKE』第39回大会放送終了直後に開催された第一回ファン・ミーティングに山田・長野・漆原・川口朋広・日置将士・松田大介と共に出演した[動画 8]。
- 2022年8月14日、東京・丸の内で開催された「丸の内スポーツフェス」SASUKE体験会のトークイベントに出演し、体験エリアのクリフハンガーにも挑戦した[24][動画 9][動画 10]。
- 同年9月24日放送のTBS『炎の体育会TV』で行われた「THEマッチメイク」"うんてい"対決で、全長75mのうんていを1分13秒でゴールし、楢﨑智亜の1分05秒に次いで2位の記録を残した。
- 同年12月17日、赤坂サカスで開催された「SASUKE体験会」に川口朋広・日置将士・大嶋あやのと共にゲスト出演した[25]。
- 2024年3月、島根県松江市で開催された「BSSまつり」に山田勝己・長野誠と共に出演[動画 11]。

## 出演

### テレビ
- SASUKE（TBS）
- KUNOICHI（TBS）（2018年第11回大会、2025年第12回大会）
- 探偵!ナイトスクープ（2021年9月10日、朝日放送テレビ）[26]
- かんさい情報ネットten.（2022年3月3日、読売テレビ）[27][28]
- 炎の体育会TV（2022年9月24日[29]・2023年12月16日[30]、TBS）
- オールスター感謝祭（2024年、TBS）
- オールスター感謝祭 2025年春（2025年3月29日、TBS） - 赤坂5丁目ミニマラソンで優勝[31]。

### ラジオ
- 爆笑問題の日曜サンデー（2021年12月26日、TBSラジオ）[32] - ゲスト出演